# Rolf Hansen (Politiker)
Rolf Arthur Hansen (* 23. Juli 1920 in Oslo; † 26. Juli 2006 ebenda) war ein norwegischer Politiker der Arbeiderpartiet (Ap). Er war von 1976 bis 1979 der Verteidigungsminister und anschließend bis 1981 der Umweltminister seines Landes.

## Leben

### Jugend im Widerstand
Hansen wuchs im Osten Oslos in einer Arbeiterfamilie auf und begann sich in der Jugendorganisation Arbeidernes Ungdomsfylking (AUF) zu engagieren. Von 1936 bis 1940 war er als Schiffsradiomechaniker bei Norsk Marconi A/S tätig. Anschließend arbeitete er in der Zeit des Zweiten Weltkriegs als Monteur bei Norsk Gass Accumulator. Während des Kriegs war er in der Widerstandsbewegung der Arbeiterbewegung aktiv. Ab 1944 war er der Vorsitzende des zentralen Ausschusses der AUF, der während der deutschen Besatzung verboten war.

### Tätigkeit nach dem Zweiten Weltkrieg
Im Anschluss an den Krieg wurde er Landessekretär im Framfylkingen, der Jugendorganisation des Gewerkschaftsdachverbands Landsorganisasjonen i Norge (LO). Zugleich war er bis 1945 Mitglied im Vorstand der AUF. Hansen war im Jahr 1956 als persönlicher Sekretär im Sozialministerium für Gudmund Harlem tätig. Von 1959 bis 1967 war er der Organisationssekretär der Ap in Oslo, anschließend bis 1971 der Generalsekretär, bevor er zwischen 1972 und 1974 Vorsitzender war.

### Zeit als Minister
Am 15. Januar 1976 wurde er zum Verteidigungsminister in der Regierung Nordli ernannt. Als solcher stieß er wie auch seine Vorgänger auf parteiinternen Widerstand aus den antimilitaristischen Teilen der Ap, er gehörte allerdings dem inneren Kreis um Staatsminister Odvar Nordli an. 
Am 8. Oktober 1979 wechselte er ins Ministerium für Umweltschutz, wo er das Amt als Umweltminister von Gro Harlem Brundtland übernahm. Er zählte wegen Nordlis vorhersehbarem Rückzug aus der Politik zum Kreis möglicher neuer Staatsminister, er selbst ließ allerdings seiner Parteikollegin Brundtland den Vortritt. In der Regierung Brundtland I übte er folglich seinen Posten als Umweltminister weiter aus, bis die Regierung am 14. Oktober 1981 abtrat. In der Zeit zwischen 1979 und 1981 war er zudem Mitglied im nordischen Ministerkomitee.

## Auszeichnungen
Im Jahr 1989 wurde er mit der Verdienstmedaille des Heimevernets, also der norwegischen Reservestreitmacht, ausgezeichnet. 1996 wurde Hansen zum Ehrenmitglied der Partei ernannt. 